# 賭神3之少年賭神
《賭神3之少年賭神》是由王晶執導，1996年上映的香港電影，是《賭神》系列的前傳，由黎明飾演周潤發的角色高進的少年時期，並有袁詠儀、陳小春、梁詠琪領銜主演。

## 劇情
1969年夏天，高姓紗廠老闆因敗賭而致家破人亡，他的八歲兒子高進從此喪失家園。輾轉之下，高進加入老千集團拜靳能（鍾景輝飾）為師，與高傲（吳鎮宇飾）成同門，跟靳能學習一切千門技術。到了1986年，25歲的高進（黎明飾）已成為獨當一面的老千高手，並和靳能的女兒靳輕（梁詠琪飾）情投意合。
高進後來在一次「賭神」大賽中先擊敗印尼賭王蘇圖（陳　豪飾），但被師父靳能出賣，頭部遭受槍擊，受傷後的高進遇上細七（袁詠儀飾）、牙擦蘇（張達明飾）和他的戰友龍五（陳小春飾），成為朋友。
高進傷癒後，猛然發現高傲已奪去「賭神」稱號，並與靳輕結婚，傷心之下高進決定出戰澳門世界「賭神」大賽。靳能及高傲再派出殺手豺狼（鄒兆龍飾），追殺高進等人，在頂樓混戰中細七受重傷，使她永久昏迷和傷殘。高進在連番打擊下後，在病床上探望昏迷的細七，高進實踐細七的諾言梳髮，並向天發誓娶細七為妻，為昏迷的她戴上結婚戒指，然後親手了結她的生命。高進在賭場上與高傲及靳能決一死戰，取回屬於自己的東西，成為真正的「賭神」。

## 演員表

### 主要角色
| 演員   | 角色         | 介紹 |
| 黎明   | 高進         | |
| 袁詠儀 | 細七／七姑娘 | |
| 陳小春 | 龍五         | |
| 梁詠琪 | 靳輕         | 高傲妻子，原為高進之未婚妻 |
| 吳鎮宇 | 高傲         | 高進師兄 |
| 鍾景輝 | 靳能         | 老千集團幕後首腦，高進及高傲的師父，靳輕之父。片中其陰森笑容的截圖，及描述其笑容的對白「他好像永遠對著你笑，笑得你心裡發寒」，成為網路迷因。 |
| 張達明 | 牙擦蘇       | |
| 徐錦江 | 劉大千       | 細七之父 |

### 其他角色
| 演員   | 角色                    |
| 黃文慧 | 四姐                    |
| 吳志雄 | 毛球                    |
| 陳 豪  | 蘇圖（印尼賭王）        |
| 鄒兆龍 | 豺狼                    |
| 張裕東 | 童年高進                |
| 黃美棋 | 童年細七                |
| 郭宏基 | 童年高傲                |
| 冼詠賢 | 童年靳輕                |
| 梁聰   | 威哥                    |
| 陳志雄 | 九叔                    |
| 蔡業信 | 綁匪乞丐阿貴            |
| 葉景文 | 國際賽裁判              |
| 李道瑜 | 國際賽主持人            |
| 陳小昆 | 醫生                    |
| 張英莉 | 日本代表                |
| 潘翔光 | 金一雄／南韓代表        |
| 伍寶珍 | 泰國代表                |
| 胡慧沖 | Tony Morano／菲律賓代表 |
| 徐震華 | 荷官                    |
| 顧錦華 | 奶奶                    |
| 陳鳳冰 | 拜神婆                  |
| 黎靖雪 |                         |

## 工作人員
- 編劇、監製、導演：王晶
- 執行導演：林慶隆
- 動作指導：林迪安、馬玉成
- 美術總監、造型指導：奚仲文
- 攝影指導：黃岳泰 (HKSC)
- 燈光指導：鄒林
- 剪接：麥子善 (HKSE) (以「馬高」名義)
- 原創音樂：金培達、劉祖德、林子揚
- 音樂總監：許愿 (星星工廠)
- 美術指導：馮繼輝
- 服裝設計：陸文華
- 出品人：鄒文懷
- 製片：劉倩卿

## 電影歌曲
- 主題曲：《雜念》（作曲：雷頌德；填詞：林夕；編曲：雷頌德；主唱：黎明）

## 外部連結
- 開眼電影網上《賭神3之少年賭神》的資料（繁體中文）
- 豆瓣电影上《賭神3之少年賭神》的資料 （简体中文）
- 时光网上《賭神3之少年賭神》的資料（简体中文）
- AllMovie上《賭神3之少年賭神》的资料（英文）
- 爛番茄上《賭神3之少年賭神》的資料（英文）
- 香港影庫上《賭神3之少年賭神》的資料（繁體中文）
- 互联网电影数据库（IMDb）上《賭神3之少年賭神》的资料（英文）